# パーヴェル・バタショフ
パーヴェル・ヴァシリエヴィチ・バタショフ（バタシェフ）（ロシア語: Павел Васильевич Баташов (Баташев)、1886年6月26日 - 1971年）は、ロシアの革命家・ソビエト連邦の政治家。

## 生涯

### 前半生
1886年6月26日、ロシア帝国トゥーラ県トゥーラの労働者階級に生まれた。1899年まで4年制学校に通い、同年から1903年1月までは配管工、同月からは機械工として働き、1905年末にロシア社会民主労働党に入党。翌1906年初頭には図書館員となり、また年内にはトゥーラ金属労働者組合にメンシェヴィキとして加入した。1907年から1911年までハバロフスクで従軍し、復員後の同年末に金属労組理事会メンバーとなった。1912年にボリシェヴィキへ移り、同年10月には逮捕されて1か月服役。1914年4月には党トゥーラ委員会メンバーに選出され、同年6月にはサンクトペテルブルクの「ヴルカン」工場に機械工として入った。翌1915年10月から1916年4月までは「ガマユク」気球工場で勤務。同月には革命活動により再逮捕され、9月には前線へ送られたが、軍務不適としてペルミ県のルィシヴァ冶金工場 (ru) へ送られた。

### 革命期
工場でも宣伝活動を行い、1917年2月にはルィシヴァ・ソビエトの最初の代議員に選出された。翌3月から5月まではソビエト書記、5月から翌1918年4月までは議長、同年3月から翌1919年1月までは副議長も務め、同月から3月まではウファ郡軍事委員、同月から翌1920年1月まではウファ県委員補および党県委およびウファ市委メンバーにも就いている。
他方1918年には赤衛隊参謀部に加わり、4月から12月までルィシヴァ軍事委員、翌1919年1月から11月まで郡軍事委員、同月から翌1920年4月までエニセイスク県軍事委員補を歴任。ルィシヴァの軍事革命参謀部を指導した。

### 後半生
翌5月から1922年6月までは党ルィシヴァ地区委責任書記、同月から翌1923年4月まではペルミ県委組織部部長、同月から11月まではエカテリンブルク郡委責任書記を務め、同年4月には党中央委ウラル局メンバー候補として承認された。12月から翌1924年まで党ウラル州委第二書記、同年から翌1925年までスヴェルドロフスク管区 (ru) 委責任書記、同年8月から10月まで州ソビエト執行委幹部会書記、同月から1927年12月までチェリャビンスク管区 (ru) 委責任書記を歴任し、1925年12月31日から1927年12月19日までは中央統制委メンバーでもあった。翌1928年1月から1929年5月までウラル州ソビエト執行委副議長、同月から1930年8月まで党サラプル管区 (ru) 委責任書記、同月から翌1931年8月までペルミ市委責任書記、同年10月から1937年11月までジェルジンスク市委責任・第一書記、同月から翌1938年5月まで同市ソビエト執行委議長も務めた。
第2回から第8回 (ru) までの全ロシア・ソビエト大会、第14回から第17回までの党大会や、第15回と第16回 (ru) の党会議 (ru) にも出席。『プロレタルスコエ・ズナーミャ』紙編集者やコムバンク・ソビエト議長にも就いたが、1938年10月から1940年2月までは「人民の敵との接触」を理由にゴーリキー市刑務所に収監された。1942年から1945年まではジェルジンスク避難病院で宣伝活動に従事し、その後1971年に死去した。